# Hasslö
För minsveparen, se HMS Hasslö (M64). Se även Hässlö
Hasslö är en tätort och en ö i Karlskrona kommun i Blekinge län. På ön finns tätorten med samma namn.
Ön Hasslö bildar tillsammans med de övriga större öarna Aspö, Sturkö, Tjurkö och Senoren en ring av öar utanför Karlskrona. Öbandet gjorde den innanför liggande ön Trossö till en lättförsvarad plats lämplig för en stor örlogsbas, och där anlades därför 1680 Karlskrona.

## Historia
Hasslö har ursprungligen varit centrum för ett omfattande kustfiske, huvudsakligen baserat i de två hamnarna Hallarna och Garpen. Idag har kustfiskets omfattning och betydelse minskat kraftigt. Genom bygget av bron till fastlandet via Almö udde har Hasslö blivit en pendlingsförort, knuten via E22:an till Karlskrona.

### Befolkningsutveckling

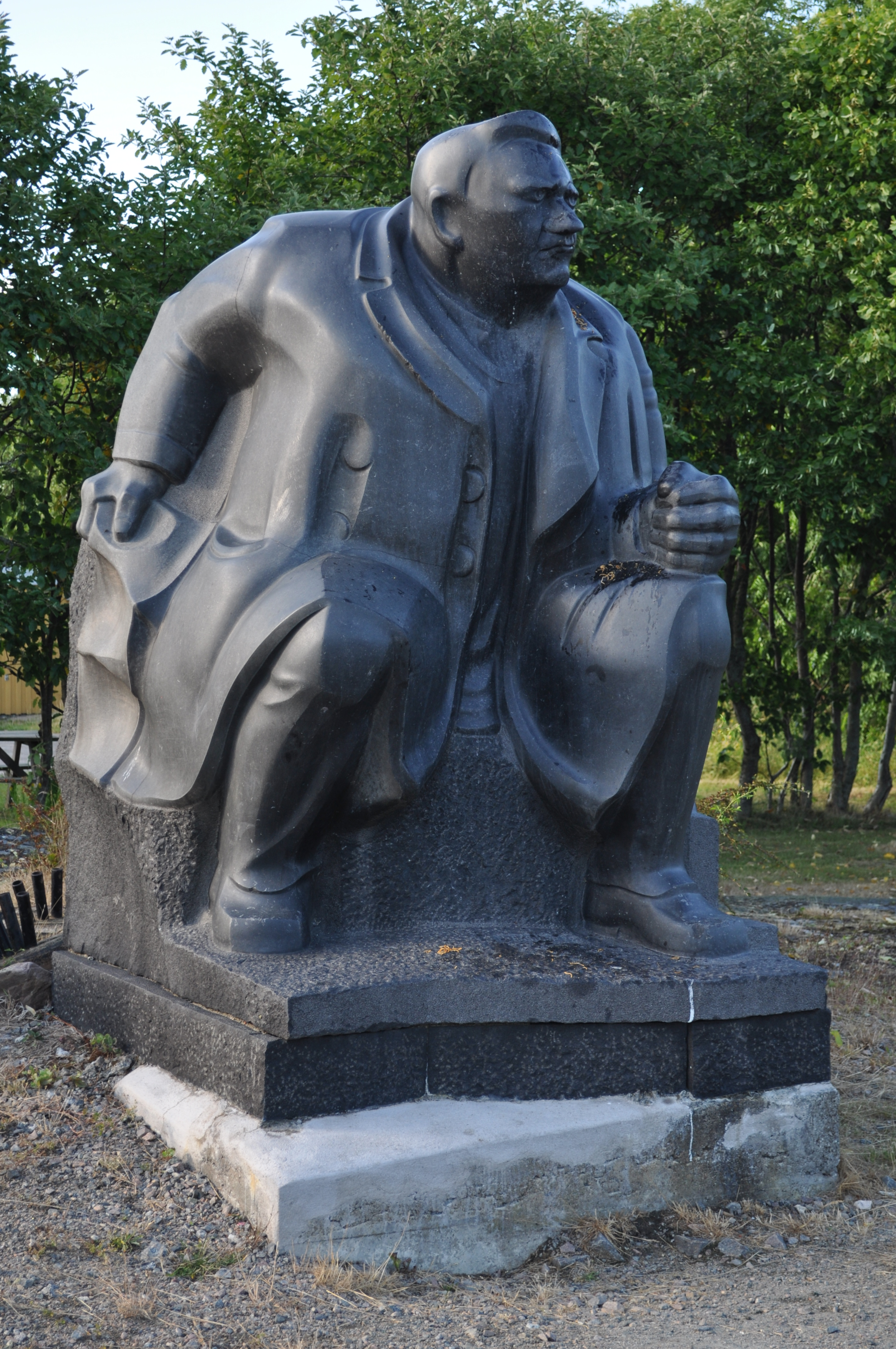
Staty av Fabian Månsson

| Befolkningsutvecklingen i Hasslö/Hallarna 1960–2020                                                 | Befolkningsutvecklingen i Hasslö/Hallarna 1960–2020 | Befolkningsutvecklingen i Hasslö/Hallarna 1960–2020 | Befolkningsutvecklingen i Hasslö/Hallarna 1960–2020 | Befolkningsutvecklingen i Hasslö/Hallarna 1960–2020 |
| --------------------------------------------------------------------------------------------------- | --------------------------------------------------- | --------------------------------------------------- | --------------------------------------------------- | --------------------------------------------------- |
| |                                                     |                                                     |                                                     |                                                     |
| År                                                                                                  |                                                     |                                                     | Folkmängd                                           | Areal (ha)                                          |
| 1960                                                                                                | 1960                                                |                                                     | 209                                                 | 27                                                  |
| 1965                                                                                                | 1965                                                |                                                     | 311                                                 | 27                                                  |
| 1970                                                                                                | 1970                                                |                                                     | 1 296                                               | 308                                                 |
| 1975                                                                                                | 1975                                                |                                                     | 1 480                                               |                                                     |
| 1980                                                                                                | 1980                                                |                                                     | 1 599                                               |                                                     |
| 1990                                                                                                | 1990                                                |                                                     | 1 538                                               | 295                                                 |
| 1995                                                                                                | 1995                                                |                                                     | 1 683                                               | 301                                                 |
| 2000                                                                                                | 2000                                                |                                                     | 1 598                                               | 302                                                 |
| 2005                                                                                                | 2005                                                |                                                     | 1 643                                               | 304                                                 |
| 2010                                                                                                | 2010                                                |                                                     | 1 628                                               | 303                                                 |
| 2015                                                                                                | 2015                                                |                                                     | 1 606                                               | 363                                                 |
| 2020                                                                                                | 2020                                                |                                                     | 1 689                                               | 379                                                 |
| Anm.: 1960-1965 kallad Hallarna. Sammanvuxen med Garpen och tätortens namn ändrat till Hasslö 1970. |                                                     |                                                     |                                                     |                                                     |

## Samhället/ön
Till Hasslö kommer turister från Sverige och Tyskland. Ön kallas även "Lilla Hawaii" på grund av sitt soliga väder och sina långgrunda stränder, då främst Sandvik som stoltserar med trampolin och volleybollplan. På ön finns affärer som Coop Nära, JNdata, HasslöDoppet m.m. Annat som ön har att erbjuda är nyrökt fisk och vandrarhem och ett minimuseum om öns kända Fabian Månsson. På Skärgårdsvallen kan man även gå på fotboll där Hasslö GoIF spelar sina matcher.

## Utbildning
Hasslö skola är en kommunal skola med elever från förskolan till årskurs 6.

## Evenemang
Varje sommar i juli arrangeras Hasslöfestivalen, en musikfestival under tre dagar.

## Näringsliv
I Hasslö ligger Hasslö varv, som ingår i Ö-borgengrupppen.

## Sport
Hasslö GoIF är en fotbollsklubb som bildades 1934. Vid starten ägnade man sig främst med boxning och tyngdlyftning. Fotbollslaget spelade från början sina hemmamatcher på Aspö men 1956 började man spela på den nuvarande arenan Skärgårdsvallen.
Två stora profiler som varit delaktiga i Hasslö GoIF är: Peter Antoine som varit förstatränare för laget samt Rickard Fransson som spelat i Superettan med Mjällby AIF.